# Haku (Naruto)
 (juin 2024).
Pour les articles homonymes, voir Haku.
Haku (白) est un personnage du manga Naruto.
Haku (qui signifie Blanc en japonais) est un jeune garçon de 15 ans originaire du Pays de l’Eau. Il a la particularité de posséder un pouvoir héréditaire appelé hyōton qui lui permet de maîtriser la glace, du fait de son appartenance au clan Yuki.
Devenu orphelin très jeune, il est recueilli par Zabuza Momochi, un nukenin du village de Kiri, qui le forme au ninjutsu.

## Profil

### Apparence
Les longs cheveux noirs de Haku et les traits fins de son visage lui donnent une apparence androgyne prononcée. Naruto le prit d'ailleurs pour une fille lorsqu’il le rencontre la première fois sans masque. Il porte un kimono bleu-foncé et possède un bandeau frontal du village caché de Kiri, malgré le fait qu'il n'a jamais été un ninja de ce village.
La tenue de shinobi de Haku était constituée d'un pull rayé à col roulé vert foncé et un pantalon-jupe de couleur similaire qui descend jusqu'à ses genoux. Un obi marron vert, de la même matière que son pull, avec une frange qu'il laisse traîner.
Il portait également des sandales plates marron clair avec des sangles de la même couleur que son kimono et que ses ongles de mains et de pieds d'une couleur bleu verte correspondante. Quand il porte cette tenue, les longs cheveux de Haku était rassemblés dans un chignon blanc noué avec un fil bleu vert, tandis que deux longues mèches de cheveux entourent son visage, attachés avec des manchons de coiffure en métal en bout de mèche. Au cours des batailles, il portait son ancien masque de chasseur de déserteur par-dessus son bandeau frontal  un masque blanc avec de fins trous pour les yeux incurvés et un dessin d'une vague rouge à la place de la bouche ainsi que le symbole de Kiri sur le front.

### Histoire

#### Enfance
Haku est né dans un village du Pays de l’Eau où il neige perpétuellement. Il hérite par sa mère des pouvoirs de maîtrise de la glace. Très mal vus dans leur pays, par crainte de conflits futurs, les possesseurs de tels dons devaient le cacher (même de leurs proches) pour espérer vivre en toute quiétude. Lorsque Haku montre, pour la première fois, à sa mère son pouvoir, cette dernière, horrifiée, comprend que ce qu'elle avait transmis à son fils pouvait lui coûter la vie. Haku parvient vite à maîtriser ces techniques et son père s'en aperçoit. Pris de peur, il décide de tuer son épouse et leur enfant. Haku, devant sa mère exécutée, sous l'emprise de la peur tue son père sans le vouloir avec une terrible attaque héréditaire de glace et s'enfuit.
Un jour, Zabuza Momochi le trouve seul sur un pont enneigé, survivant dans des conditions difficiles. Se rendant vite compte que le pouvoir héréditaire d'Haku pourrait lui être fort utile, il décide alors de lui enseigner le ninjutsu que Haku maîtrise rapidement, dépassant même parfois son maître. Haku noue une relation très forte avec Zabuza, il est prêt à mourir pour lui et partage ses rêves ; il pense ne pouvoir rester avec lui qu'en lui servant d'arme.

#### Au Pays des Vagues

Masque de Haku.

Haku apparaît pour la première fois lorsque celui-ci vient à la rescousse de Zabuza alors en difficulté face à Kakashi. Déguisé en chasseur de déserteurs du village de Kiri, il fait plonger en léthargie son maître à l'aide de deux aiguilles plantées dans sa nuque, qu'il a lancé de loin. Convaincu que Zabuza est mort, Kakashi laisse Haku partir avec son cadavre.
Un peu plus tard, pendant que Zabuza et Kakashi se remettent de leur combat, Haku défend son maître de la colère de Gatô, l’homme d’affaires puissant qui les a payés pour tuer le constructeur de pont Tazuna. Il rencontre également Naruto endormi dans la forêt pour s’être entraîné jusqu’à épuisement et discute avec lui des personnes importantes à leurs cœurs. Au moment de partir, Haku déclare à la stupéfaction de Naruto qu’il est un garçon ; ce dernier l’avait pris pour une fille et trouvé plus « mignonne » que Sakura.
Après une semaine de convalescence, Zabuza est prêt à combattre à nouveau, et part affronter Kakashi et l'équipe 7 sur le pont en construction de Tazuna. Haku accompagne son maître et affronte Sasuke. Ce dernier prend progressivement le dessus et parvient même à prendre Haku de vitesse à plusieurs reprises. Voyant que son adversaire est sérieux, Haku coince Sasuke dans une prison de miroirs de glace d'où il lui envoie des aiguilles à de multiples reprises. Arrivé en renfort, Naruto se fait à son tour coincer au milieu de la technique et subit également les attaques de senbons de Haku. L’éveil au Sharingan de Sasuke finit par mettre Haku en difficulté ; il piège donc le jeune Uchiwa en ciblant Naruto couvert par Sasuke. Pensant son camarade mort, Naruto éveille la colère de Kyûbi et détruit les miroirs de glace.

#### La mort de Haku
Sa défaite fait perdre à Haku sa raison de vivre : celle d'être l'arme de Zabuza. Haku s'estime trop faible pour remplir ce rôle et demande à Naruto de le tuer. Mais alors que celui-ci s'apprête à lui donner le coup de grâce, Haku se précipite pour contrer le raikiri de Kakashi s’apprête à porter à Zabuza. Haku reçoit alors le raikiri à sa place en plein cœur, mourant sur le coup.
Un peu plus tard, Haku est enterré aux côtés de son maître Zabuza par l'équipe 7 non loin du pont où ils ont tous deux perdu la vie.

#### 4egrande guerre ninja: résurrection
Invoqué par Kabuto, il se bat pendant la 4e grande guerre ninja aux côtés de Zabuza. Manipulé par la technique de la réincarnation des âmes, il ne contrôle plus son corps. Devenu la marionnette de Kabuto, il est forcé de rejouer la scène où il se fait transpercer par Kakashi en protégeant Zabuza, mais ce dernier est piégé par Kakashi, et tous deux se font sceller, ce qui marque la fin de leur participation à la guerre.

### Personnalité
Haku a une grande dévotion pour Zabuza bien que ce dernier ne se sert juste de lui comme une arme (bien qu'a la mort d'Haku nous comprenons que Zabuza était vraiment attaché a lui), étant même prêt à tout pour lui et même mourir pour ce dernier.
Naruto, pense souvent à Haku lorsqu'une personne parle de protéger un être cher, ses souvenirs concernant Haku réapparaissent par exemple lors de sa rencontre avec Ranmaru dans un arc hors-série de l’anime ou de son combat contre Gaara.
Kakashi dira de lui à sa mort qu’il était aussi pur que la neige.

### Capacités

Les senbon.

Haku peut utiliser le hyōton, un pouvoir héréditaire transmis par sa mère lui permettant de contrôler l’élément de la glace, fusion des techniques élémentaires d’eau et du vent. En plus de ses techniques spéciales, il peut créer divers objets de glace, comme des senbon, ou un dôme protecteur.
Haku possède également une technique de mudrā unique dans le manga : il peut exécuter des techniques en n'utilisant qu’une seule main, ce qui lui permet d’utiliser le ninjutsu durant le combat au corps à corps.
Haku utilise aussi beaucoup les senbon, des armes ninja de lancer en forme d’aiguilles ; la maîtrise du lancer de Haku lui permet de mettre une personne dans un état apparent de mort sans tuer (il l’utilise à deux reprises, d’abord sur Zabuza Momochi, puis sur Sasuke Uchiwa).

## Réception
Bien que décédé très tôt dans le manga, Haku, a toujours fait partie des premiers dans les sondages de popularité, même les plus récents.

## Techniques
Les techniques ci-dessous sont toutes tirées du manga et utilisées officiellement par Haku. Elles sont placées par ordre d'apparition. Haku possédait une connaissance approfondie de la physiologie humaine, grâce à Zabuza qui lui enseigna les techniques de l'ANBU.
- Technique secrète : Déploiement aqueux fatal (千殺水翔, Sensatsu Suishō?)[5],[6]
Une des techniques secrètes de Haku qui ne se signe qu'a une main. Une fois l'ennemi entouré d'eau, Haku la manipule et l'élève, la transforme en un millier de senbons qui tombent sur l'ennemi pour le transpercer de toutes parts.
- Technique secrète : les démoniaques miroirs de glace (魔鏡氷晶, Makyō Hyō Shō?)[5],[7]
Technique secrète fatale qui créé des miroirs de glace autour de l'adversaire. Haku s'en sert pour lancer des senbons de tous les miroirs en même temps. L'issue de cette technique est fatale, sauf dans le cas de Naruto et de Sasuke. La vitesse n'est pas le point principal de ce Jutsu, les miroirs sont également très résistants, puisqu'ils peuvent encaisser une boule de feu à bout portant.
- Hyôton - Dôme de Glace (氷遁・氷岩堂無, Hyôton - Hyôgan Dômu?)
Technique défensive qui crée un dôme de glace autour d'Haku. Ce dôme peut accueillir plusieurs personnes.
Ce dôme est assez puissant pour résister à l'explosion simultanée de multiples parchemins explosifs, et ce avec des dégâts minimes.